# Das sündige Bett
Das sündige Bett ist ein deutscher Erotikfilm aus dem Jahr 1973.

## Handlung
In sechs Episoden präsentiert der Film mehrere Liebesgeschichten, die im 20. Jahrhundert in Berlin stattfinden (insbesondere 1908, 1925, 1937, 1944, 1963 und 1973). Jede Episode zeigt die historischen und sozialen Auswirkungen der dargestellten Zeit.

## Trivia
Die Titelmusik von Rolf Bauer wurde nicht eigens für den Film komponiert. Kurioserweise verwendete der Komponist es auch als Titelmelodie in der Serie Drei Damen vom Grill.

## Kritik
„Ein altes Messingbett erzählt im kessen Berlinerisch sechs Episoden, die sich 1908, 1925, 1937, 1944, 1963 und 1973 in ihm zugetragen haben sollen. Kopulations-Histörchen der gewohnten Art, eine menschliche Episode – 1944 im Luftschutzkeller – mutet fast wie ein Regiefehler an.“